# Max Arreaga
Max Arreaga (Guayaquil, Provincia del Guayas, Ecuador, 16 de noviembre de 1993) es un futbolista ecuatoriano. Juega de centrocampista.

## Trayectoria
Max Arreaga es un jugador que entre sus mayores cualidades están su visión de juego, la dificultad de robarle el balón, la rapidez para pasar en corto y el tiro a la portería, que le ha servido para marcar goles, algunos de gran importancia .